# Eeri Vahtra
Eeri Vahtra (* 2. Februar 1988 in Luua, damals Estnische SSR, Sowjetunion) ist ein ehemaliger estnischer Skilangläufer.

## Werdegang
Vahtra gab sein Debüt im Skilanglauf-Weltcup im Januar 2007 über 15 km klassisch in Otepää, das er auf Rang 54 beendete. Mit der estnischen Staffel kam er beim Weltcup in Lahti im März 2010 auf Rang acht. Anfang Februar 2011 erzielte Vahtra mit Rang 18 beim Skiathlon in Rybinsk erstmals Weltcuppunkte und nahm im Anschluss an den Weltmeisterschaften in Oslo teil. Dort wurde er 41. im Skiathlon und belegte Rang 42 im 50-km-Massenstartrennen im Freistil. Im Februar 2013 erreichte Vahtra mit Rang drei im 20-km-Freistilmassenstartrennen in Madona eine Podiumsplatzierung im Scandinavian Cup. Bei den Weltmeisterschaften 2013 in Val di Fiemme wurde Vahtra 15. mit der estnischen Staffel und belegte im Einzel Platz 45 im Skiathlon und Rang 80 über 15 km Freistil.
Im Dezember 2010 wurde Vahtra Estnischer Meister.

## Persönliches
Vahtra heiratete 2011 die estnische Skilangläuferin Kaija Udras, mit der er einen gemeinsamen Sohn hat.